# Cagua
Cagua é uma cidade da Venezuela localizada no estado de Aragua. Cagua é a capital do município de Sucre.